# Gontán (Abadín)
Gontán es un lugar de la parroquia de Abadín, municipio de Abadín, comarca de Tierra Llana, provincia de Lugo, comunidad autónoma de Galicia, España.

## Descripción
El núcleo se encuentra situado entre las parroquias de Abadín y Quende. Aparece recogido ya en el Diccionario geográfico-estadístico-histórico de España y sus posesiones de ultramar de Pascual Madoz, el cual lo describe hacia 1847 como un lugar en la provincia de Lugo, ayuntamiento de Abadín y feligresía de San Pedro de Goas, con una población de dos vecinos y diez almas.

GONTAN: l. en la prov. de Lugo, ayunt. de Abadin y feligresia de San Pedro de Goas (V.). pobl: 2 vecinos, 10 almas.
(Madoz, 1847, p. 444)